# Пайн-Блафф
Пайн-Блафф — десятый по величине город в штате Арканзас и административный центр округа Джефферсон. Это главный город столичного статистического района Пайн-Блафф и часть объединенного статистического района Литл-Рок — Норт-Литл-Рок — Пайн-Блафф.

## География
Пайн-Блафф находится в юго-восточной части дельты Арканзаса; община была названа в честь обрыва на этой реке. Озеро Пайн-Блафф и озеро Лангхофер, расположенные в черте города, являются остатками исторического русла реки Арканзас.
Город раскинулся на западе от региона Арканзас Тимберлендс. В Пайн-Блафф есть многочисленные ручьи, реки и заливы. (Байу-Варфоломей — самый длинный залив в мире и второй по разнообразию ручей в Соединенных Штатах).
По данным Бюро переписи населения США, город имеет общую площадь 46,8 квадратных миль (121 км²), из которых 45,6 квадратных миль (118 км²) — это земля и 1,2 квадратных мили (3,1 км²) (2,65 %) вода.

## Демография
| 1850 | 1860 | 1870 | 1880 | 1890 | 1900  | 1910  | 1920  | 1930  | 1940  | 1950  | 1960  | 1970  | 1980  | 1990  | 2000  | 2010  |
| ---- | ---- | ---- | ---- | ---- | ----- | ----- | ----- | ----- | ----- | ----- | ----- | ----- | ----- | ----- | ----- | ----- |
| 460  | 1396 | 2081 | 3203 | 9952 | 11496 | 15100 | 19300 | 20800 | 21300 | 37200 | 44000 | 57400 | 56600 | 57100 | 55085 | 49083 |

## Экономика
Округ Джефферсон расположен в самом центре богатого сельскохозяйственного района в бассейне реки Арканзас. Основные продукты производства — хлопок, соя, крупный рогатый скот, рис, древесина и сом.
Среди основных местных работодателей — Jefferson Regional Medical Center, Simmons First National Corp., Tyson Foods, Evergreen Packaging, the Pine Bluff Arsenal and the Union Pacific Railroad. Большое количество бумажных фабрик в этом районе придают Пайн-Блафф временами характерный запах, который широко известен среди жителей.
В 2009 году Пайн-Блафф был включен в список 10 самых бедных городов Америки по версии Forbes.

## Правительство
Город управляется системой правления мэра и совета. Городской совет Пайн-Блафф — законодательный орган города. Совет состоит из восьми членов, по два представителя от каждого из четырёх приходов города. Каждый член совета избирается на четырехлетний срок, а выборы проводятся каждые два года. Заседания городского совета проводятся в палатах городского совета Пайн-Блафф в первый и третий понедельник каждого месяца, если не указано иное.
Как административный центр округа Джефферсон, Пайн-Блафф также принимает все функции правительства округа в здании суда округа Джефферсон в центре города Пайн-Блафф.

## Искусство и культура

#### Ежегодные культурные мероприятия
- Фестиваль гавани Гамбо
- Фестиваль барбекю Smoke on the Water
- Зачарованная страна огней и легенд
- UAPB — «Возвращение домой»
- «Бу» на праздновании Хэллоуина в Байу
- King Cotton Classic — проходивший с 1982 по 1999 год, King Cotton Classic был одним из ведущих баскетбольных турниров средней школы в стране. В нем приняли участие многие будущие игроки НБА, в том числе Корлисс Уильямсон и Джейсон Кидд.

## Образование

#### Колледжи и университеты
- Университет Арканзаса в Пайн-Блафф
- Колледж Юго-Восточного Арканзаса

#### Общеобразовательные школы
- Школьный округ Пайн-Блафф, включая среднюю школу Пайн-Блафф
- Школьный округ Dollarway, включая среднюю школу Dollarway
- Школьный округ Watson Chapel, включая среднюю школу Watson Chapel
- Школьный округ Уайт-Холла.

#### Публичные библиотеки
Первую библиотека открылась в 1913 году.

## Инфраструктура

### Магистрали
- Межгосударственная 530
- Маршрут 63 США
- Маршрут 65 США
- Маршрут 79 США
- Шоссе США 270
- Шоссе США 425
- Шоссе 15
- Шоссе 54
- Шоссе 81
- Шоссе 190
- Шоссе 365

### Железная дорога
Текущие грузовые железнодорожные перевозки в Пайн-Блафф и через него предоставляются компанией Union Pacific Railroad.

## Город-побратим
Бандо, Ибараки, Япония — город-побратим с 9 октября 1989 г.

## Галерея

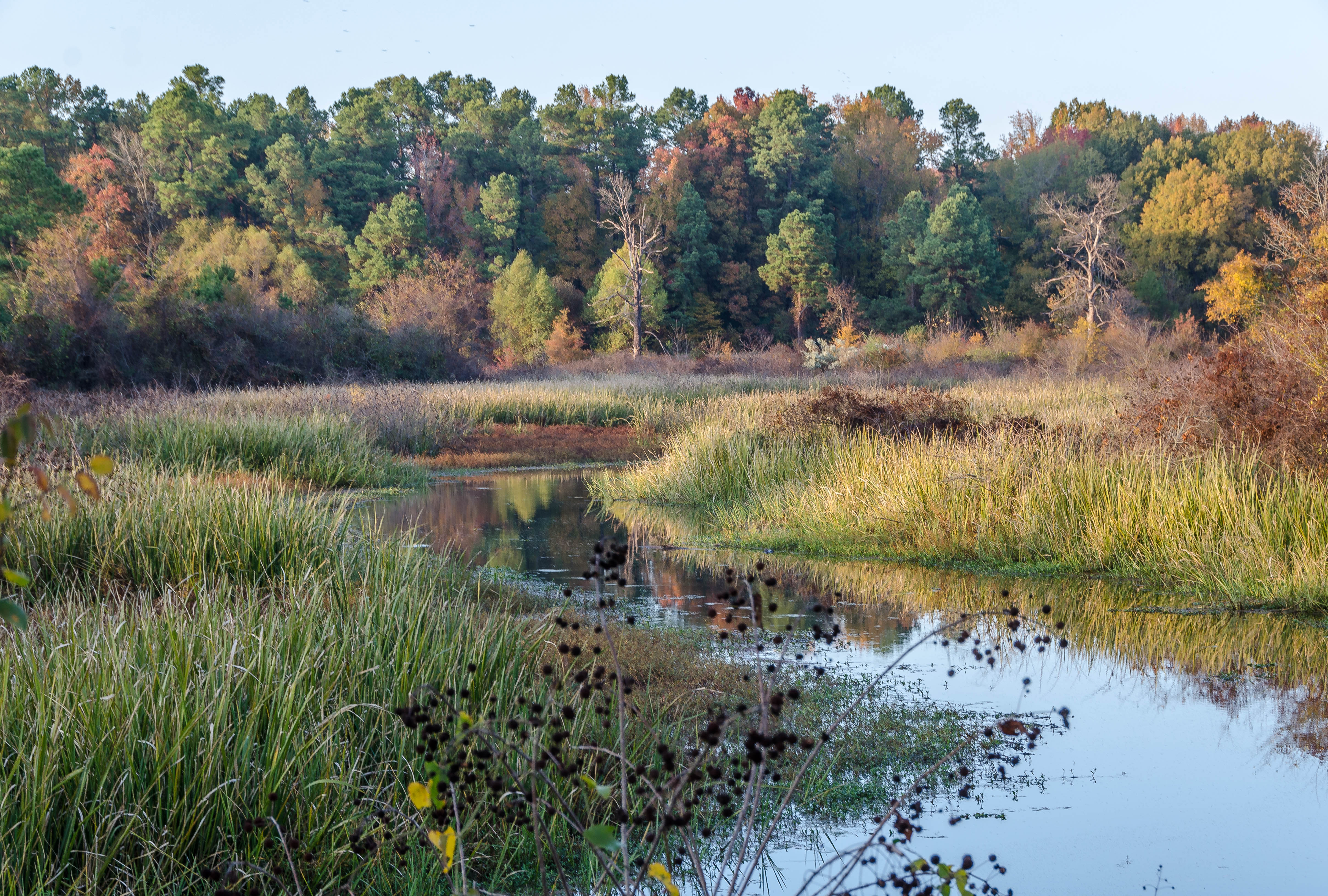
Байю Варфоломей
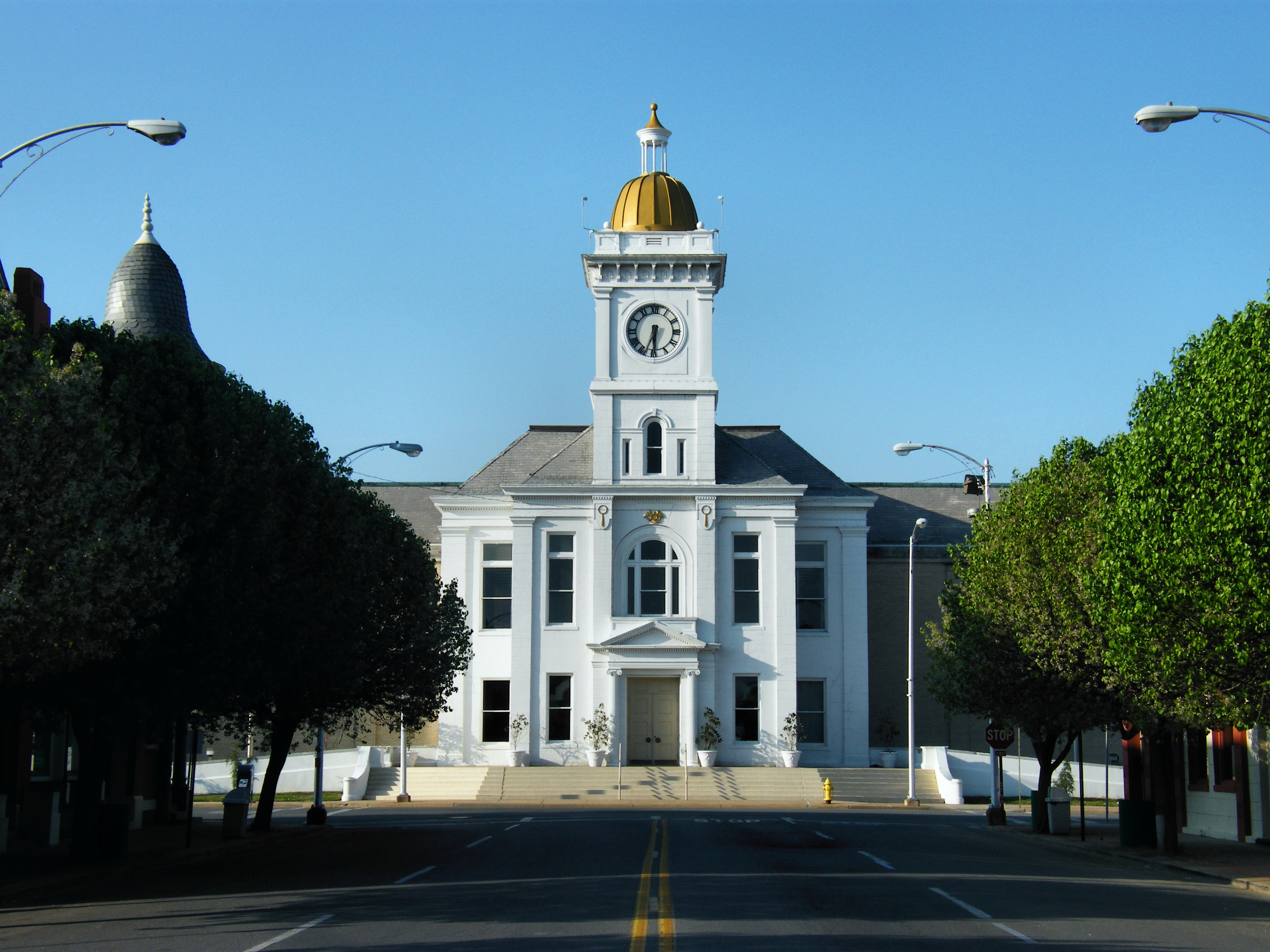
Южный фасад здания суда
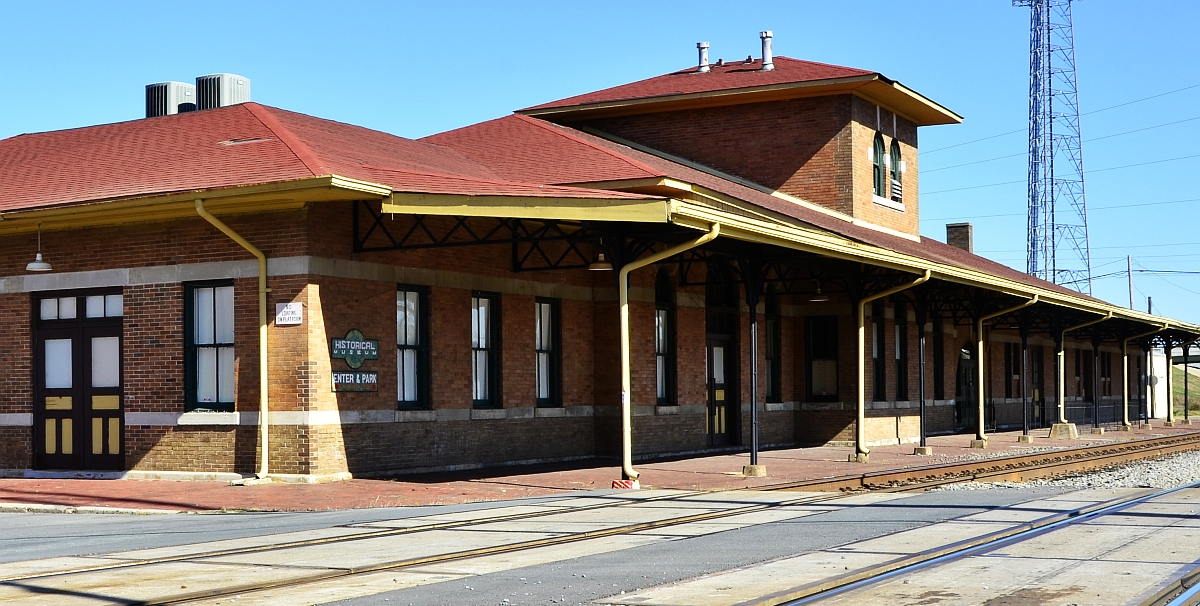